# Mountmellick
Mountmellick (en gaèlic irlandès Móinteach Mílic que vol dir "el pantà de la terra vora el riu") és una vila d'Irlanda, al comtat de Laois, a la província de Leinster.

## Història
Es va crear com a assentament vora el riu Owenass en el segle XVI que fou clausurat el 1640 per les lleis penals. Cap al 1657 s'hi establí un grup de quàquers dirigits per William Edmunson, que durant el segle xviii afavoriren el desenvolupament industrial (fusta i teixits), de manera que la vila fou coneguda com la "Manchester d'Irlanda". El 1845 va arribar a tenir una població de 4.800 habitants, amb 4.000 habitants més als pobles dels voltants, però la Gran Fam Irlandesa va reduir la població a 3.120 habitants.

## Personatges
- James Jeffrey Roche - poeta irlandès dels Estats Units del segle XIX